# 2222 Lermontov
2222 Lermontov (1977 ST1) là một tiểu hành tinh vành đai chính được phát hiện ngày 19 tháng 9 năm 1977 bởi N. S. Chernykh ở Đài vật lý thiên văn Crimean.